# Michael Kretschmer
Michael Kretschmer (Görlitz, 7 maggio 1975) è un politico tedesco, ministro presidente della Sassonia dal 13 dicembre 2017.

## Vita
Kretschmer studiò legge presso l'Università di Lipsia e ha iniziato la sua carriera politica nei primi anni duemila. Ha ricoperto varie posizioni all'interno della CDU prima di diventare membro del Bundestag nel 2002, rappresentando il distretto di Görlitz. Nel 2017, Kretschmer ha assunto il ruolo di ministro-presidente della Sassonia, succedendo Stanislaw Tillich. Alle elezioni statali della Sassonia del 2019, la CDU di Kretschmer ha perso diversi punti percentuali ma è rimasta il partito con il maggior numero di seggi nel parlamento statale. Poiché l' AfD ha ottenuto oltre il 27% dei voti, raggiungendo così il suo miglior risultato fino a quel momento in qualsiasi elezione statale, Kretschmer è riuscito a continuare il suo governo solo formando una coalizione tra la sua CDU, il SPD e i Verdi. Kretschmer è generalmente considerato rappresentante dell'ala conservatrice del suo partito. Durante la guerra russo-ucraina, si è discostato dalla corrente principale della CDU mettendo in discussione la necessità delle sanzioni contro la Russia e delle forniture di armi all'Ucraina.